# Hasdrubal (Bruder Hannibals)

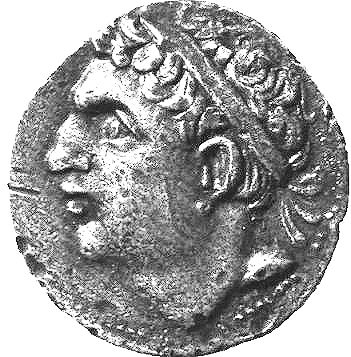
Münze mit dem Profil Hasdrubals

Hasdrubal (punisch 'zrb'l „Meine Hilfe ist Baal“; † 207 v. Chr.) war ein Sohn des Hamilkar Barkas und damit ein Bruder Hannibals und Magos. Er wird nach Hannibal, dem Sieger der Schlacht von Cannae, als der tüchtigste der karthagischen Feldherren im Zweiten Punischen Krieg angesehen. Hasdrubal war nach dem Aufbruch seines Bruders zum Feldzug nach Italien von 218 bis 208 v. Chr. in Hispanien Oberbefehlshaber im Kampf gegen die Römer. 
Bald nach seiner Amtsübernahme wurden Hasdrubals Einheiten in Hispanien von den Truppen des römischen Feldherrn Gnaeus Cornelius Scipio Calvus in einer Seeschlacht an der Ebromündung im Jahre 217 v. Chr. besiegt. Kurz danach traf auch Gnaeus Scipios Bruder Publius Cornelius Scipio in Spanien ein. Gemeinsam zogen die Brüder noch 217 v. Chr. erstmals zu Land über den Ebro, marschierten nach Sagunt und konnten die dort von den Puniern gefangengehaltenen spanischen Geiseln durch Verrat eines Überläufers befreien. 216 v. Chr. besiegten die Brüder Hasdrubal am Ebro, so dass er Spanien nicht verlassen und daher auch nicht mit seinem Heer zu Hannibal nach Italien marschieren konnte.
Die Schlacht von Ibera 215 v. Chr. sah Hasdrubal erneut als Verlierer. In Karthago fürchtete man nun um den Besitz der einträglichen iberischen Kolonien und um die Stadt Carthago Nova (Neukarthago). Weil Hannibals parallel stattfindender Krieg in Italien sehr erfolgreich verlief, kam Hasdrubal in der Frage der Verstärkung der karthagischen Heere wesentlich besser weg. Er erhielt den Löwenanteil der angeworbenen Söldner zugesandt. Hannibal wurden nur 4000 Mann zuteil, was zwar zum Weiterführen des Krieges in Italien, nicht aber zu dessen Gewinn ausreichte. Hasdrubal scheint dies geahnt zu haben. Einen ersten Durchbruchsversuch nach Italien unterbanden aber die Scipio-Brüder. Mit seinen frischen Kräften erhielt Hasdrubal aber in Hispanien wieder die Oberhand. 
Es gelang ihm, die beiden Heere der Scipionen zu trennen und in der Schlacht von Castulo, dem heutigen Cazlona, zunächst Publius Scipio und Tage später in der Schlacht von Ilorci auch Gnaeus Scipio zu besiegen. Beide Scipionen ließen in den Kämpfen ihr Leben (211 v. Chr.). Die schlechten Nachrichten lösten in Rom allgemeine Ratlosigkeit aus. Keiner wollte den Oberbefehl über die Truppen in Hispanien haben, bis schließlich der gleichnamige Sohn des Publius Cornelius Scipio sein Interesse bekundete. 
Der später Scipio der Ältere genannte stellte gleich nach seinem Eintreffen in Hispanien neue Heereseinheiten auf und nahm in einem Handstreich das reiche Carthago Nova, die größte punische Stadt in Europa, im Jahre 210 v. Chr. ein. Hasdrubal war unterdessen mit der Befriedung eines keltiberischen Stammes beschäftigt. Der Barkide rückte anschließend mit seinem großen Heer bis an den Ebro vor. Den Römern gelang es, die Karthager und ihre Verbündeten bei Baecula, dem heutigen Bailén, zu stellen. Hasdrubal verließ 208 v. Chr. nach der Schlacht bei Baecula gegen die Truppen Scipios des Älteren das Schlachtfeld als Verlierer. 
Hasdrubal ließ sich dadurch in seinem Vorsatz, die Römer gemeinsam mit Hannibals Heer zu schlagen, nicht beirren. Nach der Niederlage überquerte er mit seinem verbliebenen Heer glücklich die Pyrenäen und die Alpen, um Hannibal benötigte Verstärkung zuzuführen. Boten mit Nachrichten, die er ungeschickterweise seinem älteren Bruder übermittelte, wurden von den Römern abgefangen. Während Hannibal nichts vom Anmarsch seines Bruders wusste, konnten die römischen Heerführer Maßnahmen für seine Ankunft treffen.
Bevor es zur Vereinigung mit Hannibals Heer kommen konnte, verlor Hasdrubal in Mittelitalien in der Schlacht am Metaurus, dem heutigen Fluss Metauro, gegen die Legionen unter Marcus Livius Salinator und Gaius Claudius Nero den Kampf und das Leben. 207 v. Chr. wurde Hasdrubal von den Römern geköpft. Sein blutiges Haupt wurde Hannibal ins Lager bei Venusia geworfen, womit dessen letzte Hoffnung auf einen Sieg gegen die Römer vernichtet wurde.